# Klais (Krün)

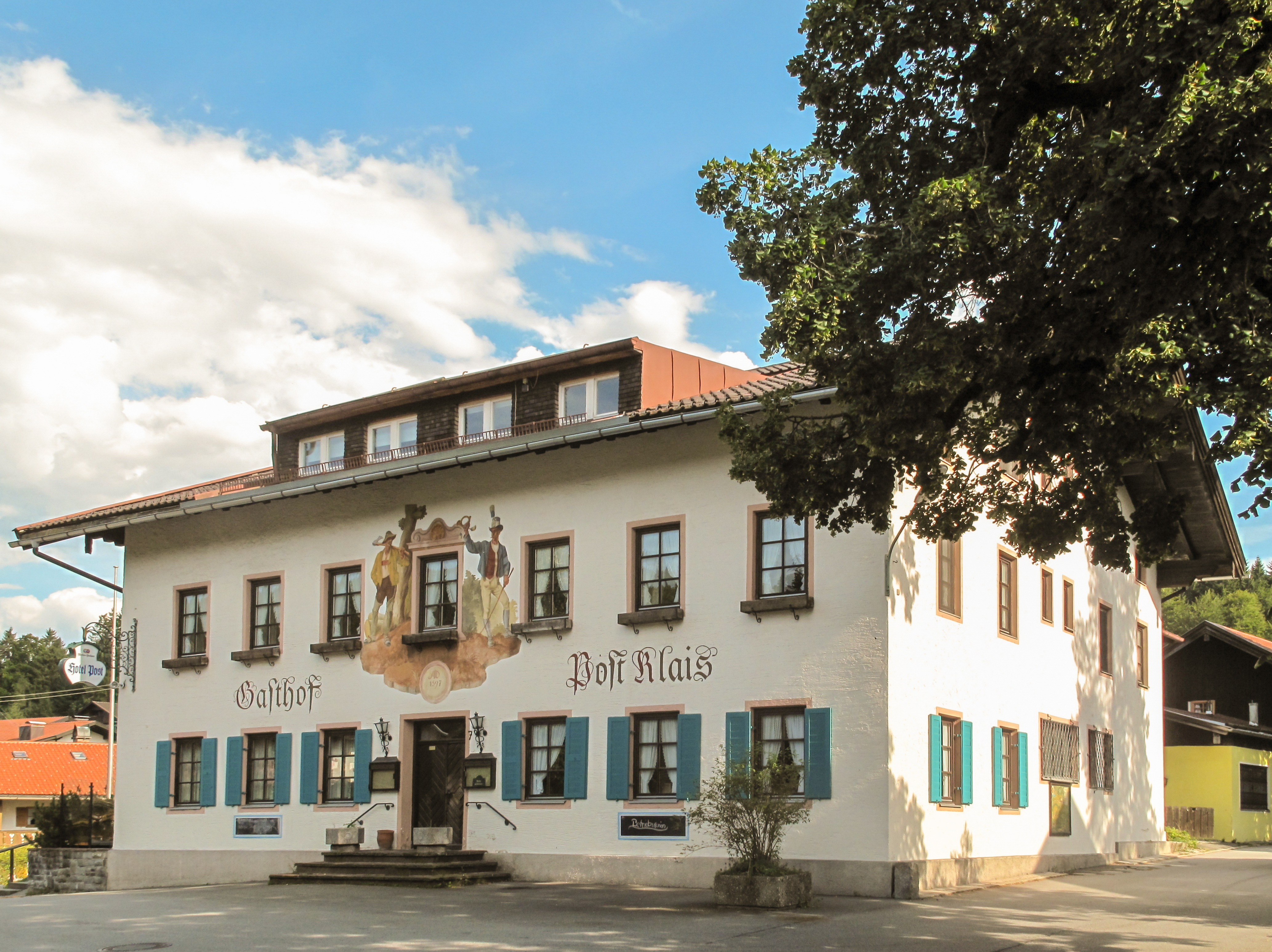
Nhà trọ cũ

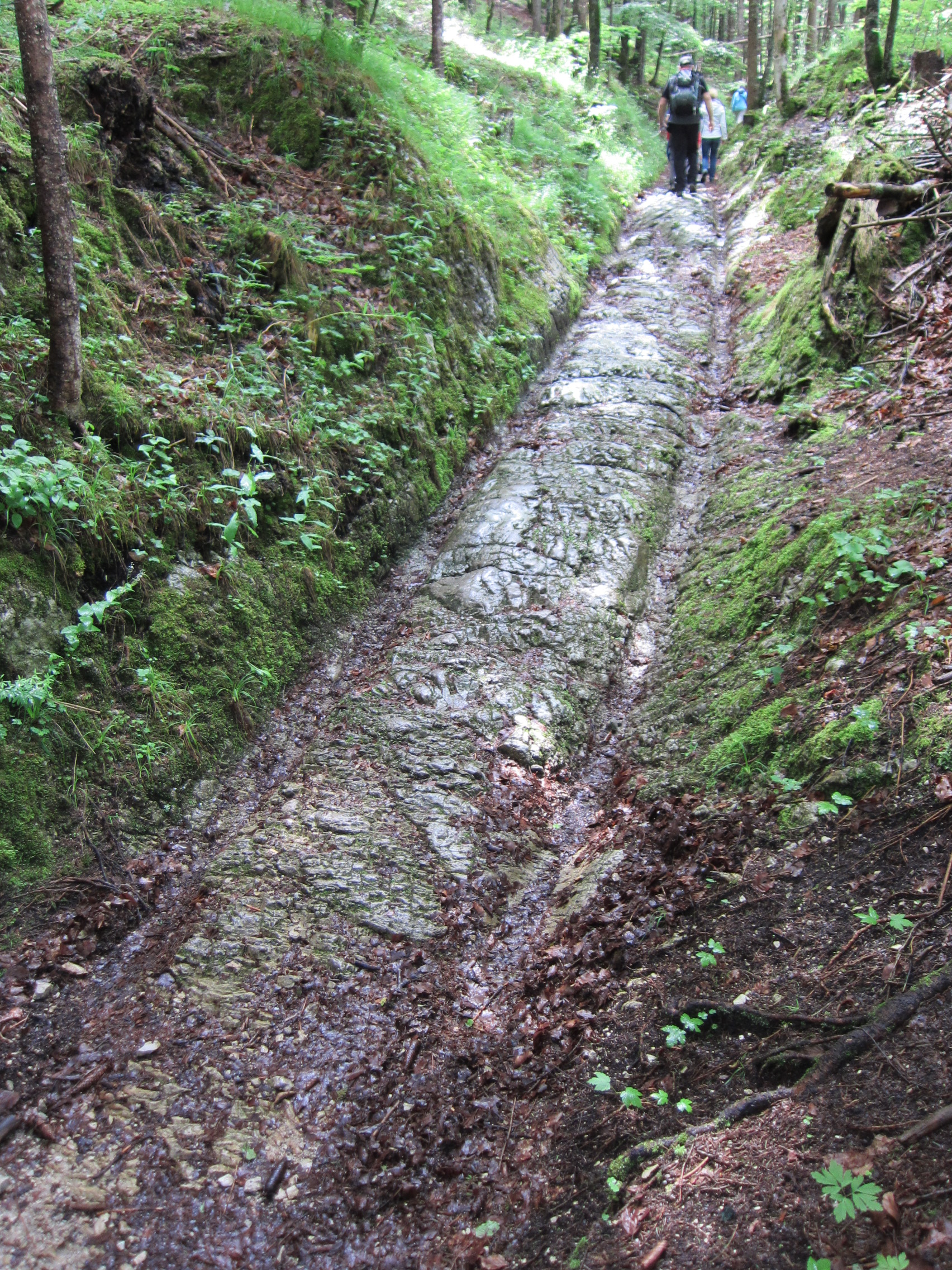
Dấu tích của con đường La Mã

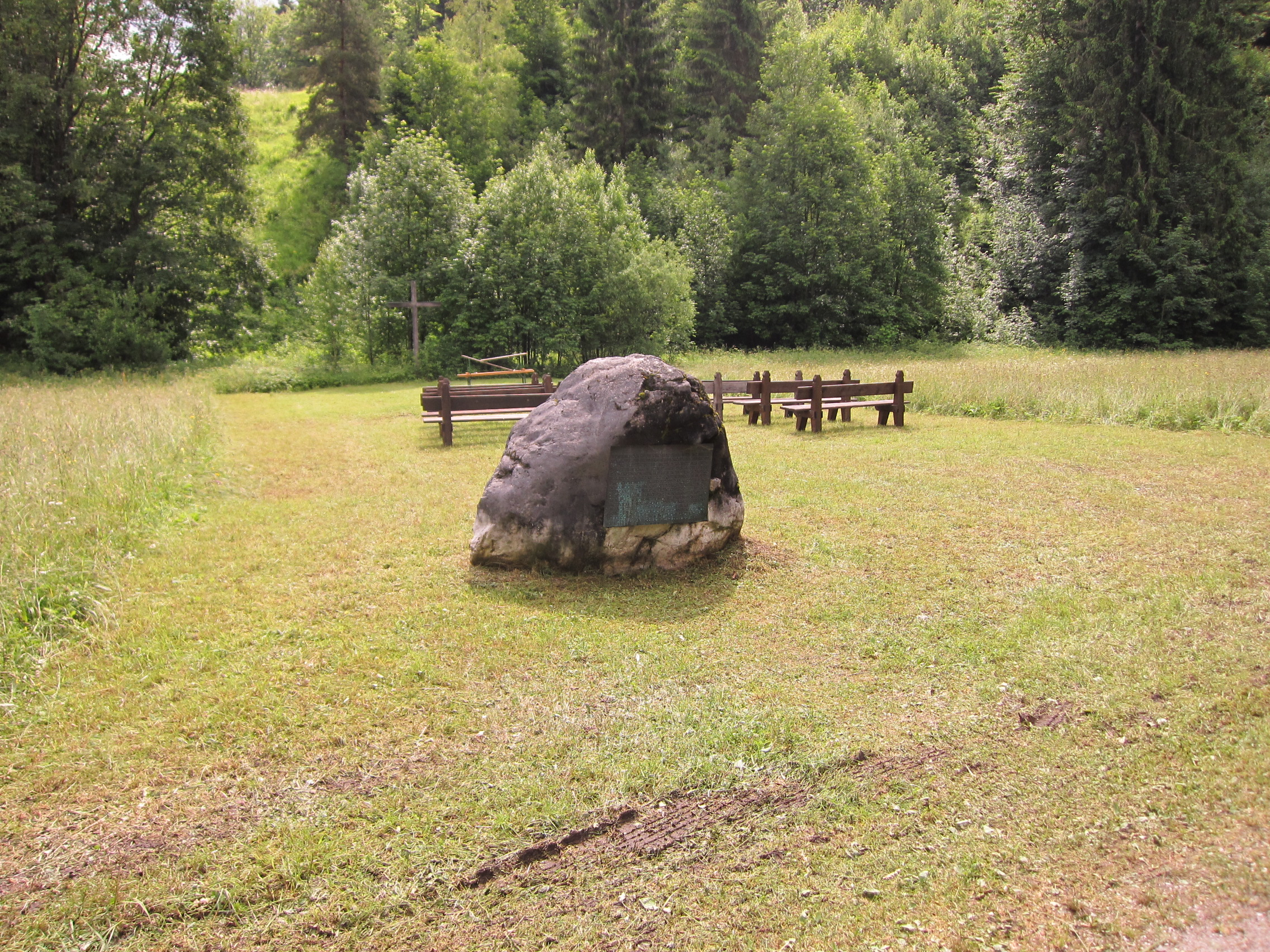
Nơi từng là tu viện Scharnitz

Klais là một làng của xã Krün trong huyện Garmisch-Partenkirchen ở Oberbayern

## Địa lý
Làng này tọa lạc ở lối vào (đường thu phí)  thung lũng cao Elmau với Schloss Kranzbach và Schloss Elmau. Đây là cổng vào Dãy núi Wetterstein với khu nhà nghỉ để săn bắn nổi tiếng của Vua Ludwig II trên Schachen.
Mãi đến năm 1912, Klais mới bừng tỉnh với cuộc sống mới nhờ việc xây dựng tuyến đường sắt Garmisch-Mittenwald-Innsbruck mới. Một tuyến đường được đề xuất gần Krün đã bị nông dân địa phương từ chối với lý do họ sẽ không để ruộng và công việc làm bè của họ bị lấy đi. Tuyến đường sắt hỗ trợ đời sống kinh tế và du lịch. Cho đến thời điểm đó, làng Klais chỉ bao gồm trạm bưu điện và quán ăn (Gasthof Post), nhà nguyện, mà ngày nay đã trở nên nổi tiếng qua một bưu thiếp, trang trại và nhà người chăm sóc rừng ở nơi hẻo lánh.
Hoạt động buôn bán gỗ nhanh chóng phát triển nhờ tuyến đường sắt và nơi đây trở thành điểm trung chuyển cho toàn bộ ngành công nghiệp gỗ từ Hinterriß đến Scharnitz. Một xưởng cưa bổ sung đã đảm bảo việc làm cho toàn bộ vùng đất chung quanh vào thời gian đó.
Những người đi nghỉ mát đầu tiên dần dần đến. Người dân ban đầu vẫn còn quá bận rộn vào việc buôn bán gỗ để tập trung vào ngành kinh doanh mới này.  Mãi đến năm 1930 mới có những ngôi nhà được xây dựng để cho du khách thuê.

## Giao thông

#### Vận tải đường sắt
Mittenwaldbahn chạy qua Klais và có các kết nối đến Innsbruck, Garmisch-Partenkirchen và München. Với độ cao 933 mét, ga Klais là nhà ga Bayern cao nhất trên một tuyến đường sắt theo  tiêu chuẩn và là ga liên tỉnh cao nhất của Đức. Các chuyến tàu liên tỉnh đã dừng ở đây thường xuyên cho đến năm 2007.
Nhà ga đã được cải tạo hoàn toàn vào năm 2011. Vào ngày 10 tháng 8 năm 2015, phòng vé ở Klais mở cửa lần cuối và kể từ đó chỉ có máy bán vé ở đây. Trung tâm du lịch kế tiếp là Garmisch-Partenkirchen. Đi tàu đến đó mất 13 phút. Có  dịch vụ xe lửa hàng giờ với các chuyến tàu khu vực giữa Mittenwald và München, và các chuyến tàu bổ sung chạy trong giờ cao điểm và vào cuối tuần. Có tuyến xe mỗi hai giờ đến Innsbruck.
Nhà ga Klais là nhà ga duy nhất ở xã Krün, vì vậy nó có tầm quan trọng lớn đối với khu vực nghỉ mát xung quanh Krün, Wallgau và Elmau. Vào mùa đông, những người cuối tuần sử dụng ga xe lửa làm điểm khởi đầu cho hoạt động trượt tuyết băng đồng của họ, với những tuyến đường được tu bổ thường xuyên nằm ngay gần ga xe lửa.